# 013
013 (znany także jako Poppodium 013) – klub muzyczny funkcjonujący od 1998 roku, mieszczący się w Tilburgu w Holandii.

## Historia
Klub powstał w 1998 roku zastępując Noorderligt, Bat Cave oraz MuziekKantenWinkel. 013 jest największym i najbardziej popularnym klubem muzycznym mieszczącym się w południowej części Holandii. Obiekt posiada trzy sale koncertowe (Jupiler Zaal, Kleine Zaal i Stage01), z których Jupiler Zaal (dawniej Dommelsch Zaal) jest największą, bo mogącą pomieścić 2,200 osób. Nazwa klubu wzięła się od numeru kierunkowego miasta Tilburg.
W sierpniu 2011 dyrektor 013 Guus van Hove, zmarł z powodu udaru cieplnego w Parku Narodowym Joshua Tree wraz ze swoją dziewczyną. Van Hove powiedział swoim znajomym że planuje odwiedzić słynną Jukkę krótkolistną, która w roku 1987 posłużyła jako okładka do albumu grupy U2 The Joshua Tree. 
Klub jest także gospodarzem festiwali muzycznych Roadburn, Incubate oraz deathmetalowego Neurotic Deathfest. Ponadto w klubie swoje koncerty dawało wielu znanych artystów, takich jak Richie Sambora, Soundgarden, Black Stone Cherry, Yes, Dark Angel, Behemoth, Bullet for My Valentine, Suicidal Tendencies, Alice in Chains, Lamb of God, Airbourne, Children of Bodom, Deftones, King Diamond, The Smashing Pumpkins, Papa Roach, 3 Doors Down, Korn, Limp Bizkit, Vader, Seether, Steve Vai, As I Lay Dying.